# Discografia di Brunori Sas
La discografia de Brunori Sas, cantautore, compositore, produttore discografico e polistrumentista italiano, è costituita da sei album in studio, quattro colonne sonore, un EP, diciotto singoli e dodici video musicali (inclusi quelli come artista ospite), pubblicati dal 2009.

## Album

### Album in studio
| Anno                                                         | Titolo | Classifiche | Certificazioni | Unità          |
| Anno                                                         | Titolo | ITA         | Certificazioni | Unità          |
| ------------------------------------------------------------ | --- | ----------- | -------------- | -------------- |
| 2009                                                         | Vol. 1 - Pubblicato: 13 febbraio 2009 - Etichetta: Picicca Dischi - Formati: CD, download digitale, LP, streaming                                 | —           |                |                |
| 2011                                                         | Vol. 2 - Poveri Cristi - Pubblicato: 27 giugno 2011 - Etichetta: Picicca Dischi - Formati: CD, download digitale, LP, streaming                   | 98          |                |                |
| 2014                                                         | Vol. 3 - Il cammino di Santiago in taxi - Pubblicato: 4 febbraio 2014 - Etichetta: Picicca Dischi - Formati: CD, download digitale, LP, streaming | 5           | - ITA: Oro     | - ITA: 25 000+ |
| 2017                                                         | A casa tutto bene - Pubblicato: 20 gennaio 2017 - Etichetta: Picicca Dischi, Universal - Formati: CD, download digitale, LP, streaming            | 3           | - ITA: Platino | - ITA: 50 000+ |
| 2020                                                         | Cip! - Pubblicato: 10 gennaio 2020 - Etichetta: Island, Universal, Picicca Dischi - Formati: CD, download digitale, LP, streaming                 | 1           | - ITA: Platino | - ITA: 50 000+ |
| 2025                                                         | L'albero delle noci - Pubblicato: 14 febbraio 2025 - Etichetta: Island, Universal - Formati: CD, download digitale, LP, streaming                 | 2           |                |                |
| "—" indica una pubblicazione non classificata in quel paese. | |             |                |                |

### Colonne sonore
- 2012 – È nata una star?
- 2018 – L'ospite
- 2020 – Odio l'estate
- 2022 – Il grande giorno

## Extended play
| Anno | Titolo |
| ---- | --- |
| 2022 | Cheap! - Pubblicato: 11 gennaio 2022 - Etichetta: Island, Universal - Formati: CD, download digitale, streaming |

## Singoli

### Come artista principale
| Anno                                                         | Titolo                   | Classifiche | Certificazioni      | Unità          | Album di provenienza |
| Anno                                                         | Titolo                   | ITA         | Certificazioni      | Unità          | Album di provenienza |
| ------------------------------------------------------------ | ------------------------ | ----------- | ------------------- | -------------- | -------------------- |
| 2016                                                         | La verità                | 91          | - ITA: Platino      | - ITA: 50 000+ | A casa tutto bene    |
| 2017                                                         | Canzone contro la paura  | —           | - ITA: Oro          | - ITA: 25 000+ | A casa tutto bene    |
| 2017                                                         | Lamezia Milano           | —           |                     |                | A casa tutto bene    |
| 2019                                                         | Al di là dell'amore      | 90          | - ITA: Oro          | - ITA: 35 000+ | Cip!                 |
| 2019                                                         | Per due che come noi     | 27          | - ITA: Platino      | - ITA: 70 000+ | Cip!                 |
| 2020                                                         | Un errore di distrazione | —           |                     |                | /                    |
| 2020                                                         | Capita così              | 65          | Cip!                |                |                      |
| 2023                                                         | La vita com'è            | —           | L'albero delle noci |                |                      |
| 2024                                                         | La ghigliottina          | —           | L'albero delle noci |                |                      |
| 2024                                                         | Il morso di Tyson        | —           | L'albero delle noci |                |                      |
| 2025                                                         | L'albero delle noci      | 11          | L'albero delle noci | - ITA: Oro     | - ITA: 100 000+      |
| 2025                                                         | Per non perdere noi      | —           | L'albero delle noci |                |                      |
| 2025                                                         | Più acqua che fuoco      | —           | L'albero delle noci |                |                      |
| "—" indica una pubblicazione non classificata in quel paese. |                          |             |                     |                |                      |

### Come artista ospite
| Anno | Titolo                                                              | Album di provenienza                 |
| ---- | ------------------------------------------------------------------- | ------------------------------------ |
| 2013 | Identità (Kiave feat. Brunori Sas)                                  | Solo per cambiare il mondo           |
| 2021 | La violenza della luce (Gianluca de Rubertis feat. Brunori Sas)     | /                                    |
| 2021 | Povero cuore (Mobrici feat. Brunori Sas)                            | Anche le scimmie cadono dagli alberi |
| 2022 | Ok boomer (The Zen Circus feat. Brunori Sas)                        | Cari fottutissimi amici              |
| 2024 | La più bella canzone d'amore (Cassandra Raffaele feat. Brunori Sas) | /                                    |

## Altri brani entrati in classifica e/o certificati
| Anno | Titolo               | Certificazioni | Unità          | Album di provenienza                    |
| ---- | -------------------- | -------------- | -------------- | --------------------------------------- |
| 2014 | Kurt Cobain          | - ITA: Oro     | - ITA: 25 000+ | Vol. 3 - Il cammino di Santiago in taxi |
| 2017 | Il costume da torero | - ITA: Oro     | - ITA: 25 000+ | A casa tutto bene                       |

## Collaborazioni
| Anno | Titolo                                                         | Album di provenienza                           |
| ---- | -------------------------------------------------------------- | ---------------------------------------------- |
| 2011 | L'invasione degli ultracorpi (Marco Notari feat. Brunori Sas)  | Io?                                            |
| 2012 | Mi sono perso a Zanzibar (Nicolò Carnesi feat. Brunori Sas)    | Gli eroi non escono il sabato                  |
| 2013 | Fame (Gatti Mézzi feat. Brunori Sas)                           | Vestiti leggeri                                |
| 2015 | La sirena e il marinaio (Cassandra Raffaele feat. Brunori Sas) | Chagall                                        |
| 2019 | Vorrei (Francesco Guccini feat. Brunori Sas)                   | Note di viaggio - Capitolo 1: venite avanti... |
| 2019 | Anche fragile (Elisa feat. Brunori Sas)                        | Diari aperti (segreti svelati)                 |
| 2024 | L'oceano (Paolo Benvegnù feat. Brunori Sas)                    | È inutile parlare d'amore                      |

## Produzioni

### Album
| Anno | Titolo                                                              | Artista          |
| ---- | ------------------------------------------------------------------- | ---------------- |
| 2012 | Maria Antonietta                                                    | Maria Antonietta |
| 2012 | Sarebbe bello non lasciarsi mai, ma abbandonarsi ogni tanto è utile | Dimartino        |
| 2013 | Non vengo più mamma                                                 | Dimartino        |

## Video musicali
| Anno | Titolo                       | Regista/i                           |
| ---- | ---------------------------- | ----------------------------------- |
| 2013 | Identità                     | Matteo Podini e Nicola Artico       |
| 2016 | La verità                    | Giacomo Triglia                     |
| 2017 | Canzone contro la paura      | Giacomo Triglia                     |
| 2019 | Al di là dell'amore          | Giacomo Triglia                     |
| 2019 | Per due che come noi         | Duccio Chiarini                     |
| 2021 | La violenza della luce       | Filippo Lancellotti                 |
| 2021 | Povero cuore                 | Giacomo Triglia                     |
| 2022 | Ok boomer                    | Stefano Poletti                     |
| 2024 | La più bella canzone d'amore | Andrea Spigarelli e Sergio Lombardo |
| 2024 | Il morso di Tyson            | Giacomo Triglia                     |
| 2025 | L'albero delle noci          | Giacomo Triglia                     |
| 2025 | Per non perdere noi          | Giacomo Triglia                     |